# Nova União (Minas Gerais)
Nova União é um município brasileiro do estado de Minas Gerais, pertencente à Região Metropolitana de Belo Horizonte. Localiza-se a 19º41'24" de latitude sul e 43º34'47" de longitude oeste, a uma altitude de 937 metros. Sua população recenseada pelo IBGE em 2022 foi de 5 909 habitantes. Possui uma área de 172,131 km².

## História
O município de Nova União foi criado em 30 de dezembro de 1962 pela lei 2.764 com a denominação José de Melo. Em 16 de dezembro de 1987 o município recebeu a sua nova denominação de Nova União. Antes de ser emancipado, o Município era um Distrito de Caeté, este localizado na região da Serra da Piedade. A sua primeira denominação foi Viúva, depois foi chamado de União de Caeté, seguindo-se do nome de José de Melo.
Viúva
A primeira denominação ocorreu em virtude de estalagem, administrada por uma Viúva, que recebia os tropeiros que passavam pela região.Essa senhora residia na margem esquerda do ribeirão Santa Cruz. Ali se encontram até os dias atuais os restos de um forno velho no qual eram queimadas as panelas de barro utilizadas naquele tempo. Além da estalagem, essa viúva possuía um pequeno comercio, rancho de tropas e pastagem para os animais dos tropeiros e boiadeiros. Neste local foi erguido um cruzeiro e erigida uma pequena capela. No dia 24 de outubro de 1869, frei Luiz de Ravena benzeu solenemente o Cruzeiro e, no dia seguinte, Padre Antonio Simplício Ferreira dos Santos, vigário de Roças Novas, benzeu a capela dedicada a São Sebastião e cemitério adjacente, acolitado pelo também Padre João Antônio e pelo vigário de Taquaraçu, Padre Cândido Afonso dos Santos. Ao redor da capela formou-se o povoado ganhando a designação de Viúva.
União de Caeté
Com o tempo, a denominação Viúva foi servindo de ponto de referencia, terminando por ficar gravada pelos viajantes e habitantes. Posteriormente, esse território passou a constituir-se o Distrito de União , por iniciativa do Dr. João Pinheiro da Silva e do Deputado Estadual e Vereador de Caeté, Júlio de Vasconcelos Mota, ascendente de Carlos Carmelo de Vasconcelos Motta,conhecido popularmente por Cardeal Motta, por meio do Decreto 113, de 20 de junho de 1890. (Dados extraídos do Bosquejo Histórico de Roças Novas pelo Pe. Antonio Simplício Ferreira dos Santos, livro 3,de assentos de batizados de Roças Novas. Fl.77)
Devido ao fato de existir na época outro distritos com o nome de “União”, deu se a esse lugar o nome completo de “União de Caeté”, pois a região pertencia ao município de Caeté. Seu primeiro habitante foi o Sr. Carolino Rodrigues Machado, possuidor de uma gleba da terra onde hoje esta a cidade que doou um alqueire a São Sebastião , para patrimônio dessa paróquia.
No cartório de registro Civil consta no livro 01, folha 05 , o registro de Cardeal Carlos Carmelo de Vasconcelos Motta e ainda há documentos que comprovam a compra e venda de escravos na região. Quando foi criado o bispado de Belo Horizonte, Dr.Antônio dos Santos criou a paróquia local. Na visita pastoral, a pedido de Joaquim Mateus Magalhães, D.Cabral, de boa vontade, criou o Conselho de Fábrica para demolir a velha igrejinha e construir a atual matriz de São Sebastião.
O município foi criado pela lei nº 2,674, de 30 de dezembro de 1962, pelo então governador Dr. José Magalhães Pinto, com o nome de “José de Melo”, tendo como intendente o Sr. Sérgio Caetano Pinto. Nova União possui apenas um distrito e compreende os povoados de Altamira,Baú,Carmo, Arraial dos Lopes e Nova Aparecida. 
Os nascidos no município são denominados “Unienses” 
José de Melo
Nova União foi elevada a categoria de cidade, com a criação do município, desmembrando-se de Caeté, pela lei 2,764,de 30 de dezembro de 1962, que modificou o nome para José de Melo.
Nova União
Parece que a assembléia não foi muito feliz na escolha do topônimo. O prefeito Moacir Barbosa de Figueiredo, atendendo ao anseio popular. Providenciou a realização do plebiscito, no qual 75% dos eleitores do município se manifestaram a favor do novo topônimo, Nova União.
A câmara Municipal dirigiu representação a Assembléia Legislativa que aprovou o topônimo. Com a lei de nº 9,454, de 16 de dezembro de 1987,recebeu o município e a cidade a nova denominação de Nova União.
A cidade de Nova União fica a 56 quilômetros de Belo Horizonte, por meio da Rodovia Federal BR 262. O município se limita ao norte com Jaboticatubas e Itabira; e ao leste com Bom Jesus do Amparo; ao sul com Caeté e a oeste com Taquaraçu de Minas.

## Geografia

### Distritos
Em sua área, além da sede do município, estão também os povoados de Altamira, Baú, Bernardo, Carmo, Limeira, Córrego Fundo, Contagem, Arraial dos Lopes, Nova Esperança, Monte Horebe, Serrano, Nova Aparecida, Quibungo Santo Antônio entre outros.

### Hidrografia
- Rio Preto
- Rio Vermelho

## Turismo
Nova União é integrante do Circuito da Serra do Cipó, do Circuito da Cachaça de Minas e da Estrada Real.
- Cachoeira Alta: Fica cerca de 20 km da sede do município, em Altamira (É a parte Sul da Serra do Cipó).
- Cachoeira do Baú: Está situada cerca de 16 km da sede do município, no Baú.
- Fazenda Vista Alegre: Fazenda da tradicional Cachaça Germana, trilhas e festas.
- Igreja de São Sebastião: É a Igreja Matriz da cidade.
- Igreja Nossa Senhora do Carmo: Localizada no distrito do Carmo, a 7 km de Nova União.
- Cachoeira dos Monjolos: Localizada no Distrito do Carmo.
- Arraial dos Lopes: Distrito que liga Nova União a Taquaraçu e, posteriormente, à Jaboticatubas. Possui a Cachoeira do Pinhal, a 3 km da cidade.